# بيكولا (دراغون بول)
بيكولا أو بيكولو كما يسمى في اليابانية، فهو شخصية خيالية من الأنمي الياباني دراغون بول وهو شخصية ذَات قوة متوسطة وذكاء شديد وأيضًا ذو كبرياء بيكولو كان شخصًا شريرًا وأراد ان يحكم الأرض، وبعدما قتل بيكولو غوكو وراديتز معًا بضربة (ماكانكوسانبو) درَّب غوهان على يديه، وأصبح بيكولو شخصًا طيبًا وقد غامر بنفسه لإنقاذ غوهان أكثر من مرة وبيكولو يحب غوهان وجعله مثل ابنه ويقول له أنت سوف تصبح بطلًا. 

## القدرات
- يمتلك سرعة كبيرة، ويمتلك القدرة على تجديد أعضائه المفقودة طالما كان رأسه سليمًا، كما أنه يمتلك القدرة على الطيران وقد قاتل فريزا قتالًا شديدًا في فترة احتلال فريزا للناميك وقاتل غوكو في البداية قبل أن يصبحا صديقين وتعاون مع غوكو في قتال فيجيتا ومن معه حين حاولوا احتلال الأرض وهو مدرب غوهان ابن غوكو.
- فارق العمر بينه وبين غوهان: هو أكبر من غوهان بـ4 سنوات فقط رغم أن غوهان ولد قبل بيكولو وفارق النمو بينهما هو سرعة نمو الناميكيين فهم ينمون أسرع من غيرهم

## تقنياته
- ماكانكوسانبو: هي من تقنيات بيكولو المفضلة وهي وضع إصبعين على الجبهة وإطلاقها على الجبهة وإطلاقها على شكل لولبي و هي التقنية التي قتل بها راديتز وغوكو.
- لايت غريناد: وهي تقنية يضع المستخدم يديه قريبين من بعض فتتشكل طاقة ويتم إطلاقها و استخدمها ضد سيل.
- إعادة العضو: هذه التقنية يستخدمها شعب الناميك فقط، وهي مجرد تقنية علاجية لاستبدال الأطراف المفقودة مادام الرأس سليمًا، فمثلًا عندما تقطع الذراع عند النامكيين فهم يستطيعوا ان يخرجوا ذراعًا بديلة، استخدم بيكولو هذه التقنية عندما أطلق سيل شعاعه على ذراعه وأيضًا يستطيع سيل استخدام هذه التقنية لأنه يحمل نواة بيكولو.
- تقنية هالزون غريناد: تقنية يتم فيها اطلاق عدة كرات ثم تتجمع على الخصم